# Josif Gofenberg

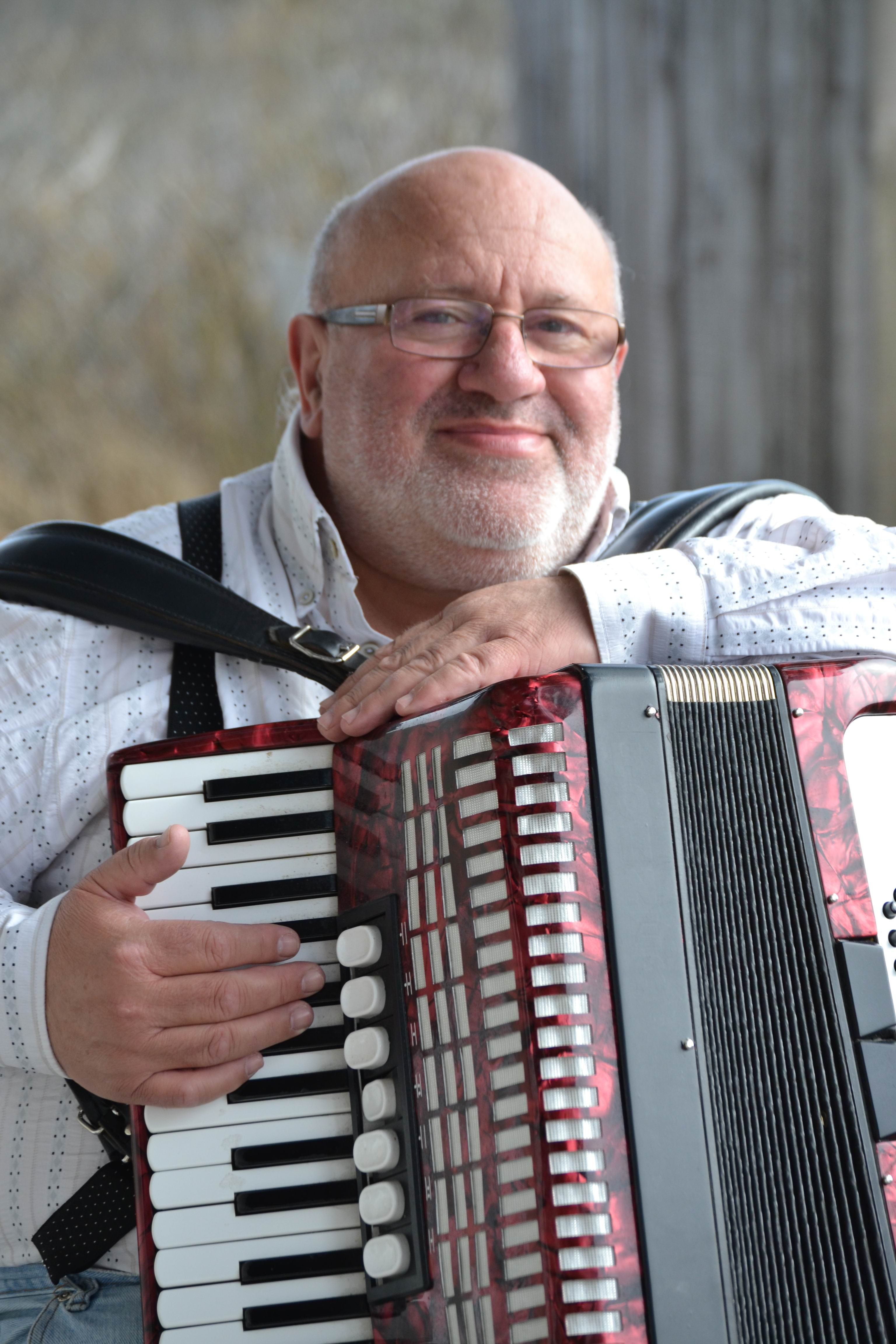
Josif Gofenberg

Josif Gofenberg (geboren am 10. September 1949 in Czernowitz, Ukrainische Sozialistische Sowjetrepublik; gestorben am 18. April 2022 in Berlin) war ein ukrainisch-deutscher Akkordeonist und Dozent jüdischer Musik, vor allem der Richtung Klezmer. Aufgrund seiner Erfolge wurde er auch als „Klezmerkönig von Berlin“ bezeichnet.

## Leben und Werk
Josif Gofenberg wurde 1949 in Czernowitz geboren. Gofenbergs Großeltern und Eltern waren jüdisch-österreichischer Abstammung und hießen Hoffenbergs, russifiziert entwickelte sich aus dem Namen später „Gofenberg“. Schon in der Sowjetunion arbeitete er nach einer Ausbildung an der Musikhochschule von Czernowitz zum Chordirigenten als professioneller Musiker. Von Kindheit an durch die jüdische Musik geprägt, wandte er sich schnell der traditionellen Klezmermusik zu. Er spielte Akkordeon und Klavier, arrangierte und komponierte.
Nach der Einwanderung nach Deutschland im Jahre 1990 gründete er mehrere Berliner Klezmerbands. Seit 1992 nahmen er und seine Musikgruppen an zahlreichen Veranstaltungen teil, zum Beispiel am Klezmer Festival in Israel und an den jüdischen Kulturtagen in Berlin. Im Jahre 2004 rief Gofenberg eine neue Musikgruppe ins Leben: Klezmer chidesch. Er war Dozent an der Jüdischen Volkshochschule Berlin und leitete einen Kurs für Gesang (vor allem jüdischer Lieder) sowie den Workshop „Akademie am Meer“ auf Sylt. Er war Koordinator des Klezmerzentrums der Musikschule Fanny Hensel und unterrichtete dort die Fächer Jüdische Lieder und Klezmermusik.
2005 gründete Gofenberg das Vokalensemble „Gofenberg und Chor“. Dafür wurde ihm 2013 der Integrationspreis der Bezirksverordnetenversammlung Berlin-Mitte verliehen und 2020 das Bundesverdienstkreuz am Bande.
Josif Gofenberg nahm an mehreren Fernsehprojekten teil: „Klezmer in Deutschland“, „Alles koscher im Café“, „Alles koscher in Berlin?“, „So ein Schlamassel“ und „Der Klezmerkönig von Berlin“.

## Diskographie
| Jahr | Titel                  | Band/Chor          |
| ---- | ---------------------- | ------------------ |
| 2006 | Klezmer chidesch       | Klezmer chidesch   |
| 2011 | Jiddische Lieder       | Gofenberg und Chor |
| 2015 | Azoy sheyn...          | Gofenberg und Chor |
| 2018 | Mit a yiddishe neshome | KlezBanda          |